# Halirages qvadridentatus
Halirages qvadridentatus is een vlokreeftensoort uit de familie van de Calliopiidae. De wetenschappelijke naam van de soort werd in 1877 voor het eerst geldig gepubliceerd door Georg Ossian Sars.